# Football aux Jeux sud-asiatiques de 2010
Navigation
Édition précédente Édition suivante
Le football aux Jeux sud-asiatiques 2010 est une des épreuves des onzièmes Jeux sud-asiatiques disputés à Dacca au Bangladesh. Le tournoi se déroule du 29 janvier au 8 février. Pour la première fois, ces Jeux organisés par la Fédération de football d'Asie du Sud incluent un tournoi féminin.
L'Inde a remporté le premier titre féminin tandis que le Bangladesh s'impose chez les hommes.

## Tournoi féminin

### Groupe
| Équipe     | J | V | N | D | BM | BE | DB  | Pts |
| ---------- | - | - | - | - | -- | -- | --- | --- |
| Inde       | 4 | 4 | 0 | 0 | 26 | 1  | +25 | 12  |
| Népal      | 4 | 3 | 0 | 1 | 16 | 6  | +10 | 9   |
| Bangladesh | 4 | 2 | 0 | 2 | 3  | 8  | -5  | 6   |
| Pakistan   | 4 | 1 | 0 | 3 | X  | 14 | -14 | 3   |
| Sri Lanka  | 4 | 0 | 0 | 4 | 2  | 24 | -22 | 0   |

     Équipe qualifiée; Pts = points; J = joués; G = gagnés; N = nuls; P = perdus;

Bp = buts pour; Bc = buts contre; Diff = différence de buts
| Date       | Équipe 1   | Résultat | Équipe 2   |
| ---------- | ---------- | -------- | ---------- |
| 29 janvier | Inde       | 8 - 1    | Sri Lanka  |
| 29 janvier | Népal      | 1 - 0    | Bangladesh |
| 31 janvier | Inde       | 6 - 0    | Pakistan   |
| 31 janvier | Bangladesh | 2 - 0    | Sri Lanka  |
| 2 février  | Népal      | 8 - 1    | Sri Lanka  |
| 2 février  | Bangladesh | 1 - 0    | Pakistan   |
| 4 février  | Pakistan   | V - D    | Sri Lanka  |
| 4 février  | Inde       | 5 - 0    | Népal      |
| 6 février  | Népal      | 7 - 0    | Pakistan   |
| 6 février  | Inde       | 7 - 0    | Bangladesh |

#### Finale
| 8 février 2010 | Inde | 3 - 1 | Népal | Chittagong, Bangladesh |
| 19:00          |      |       |       |                        |